# St. Margaretha (Berg)

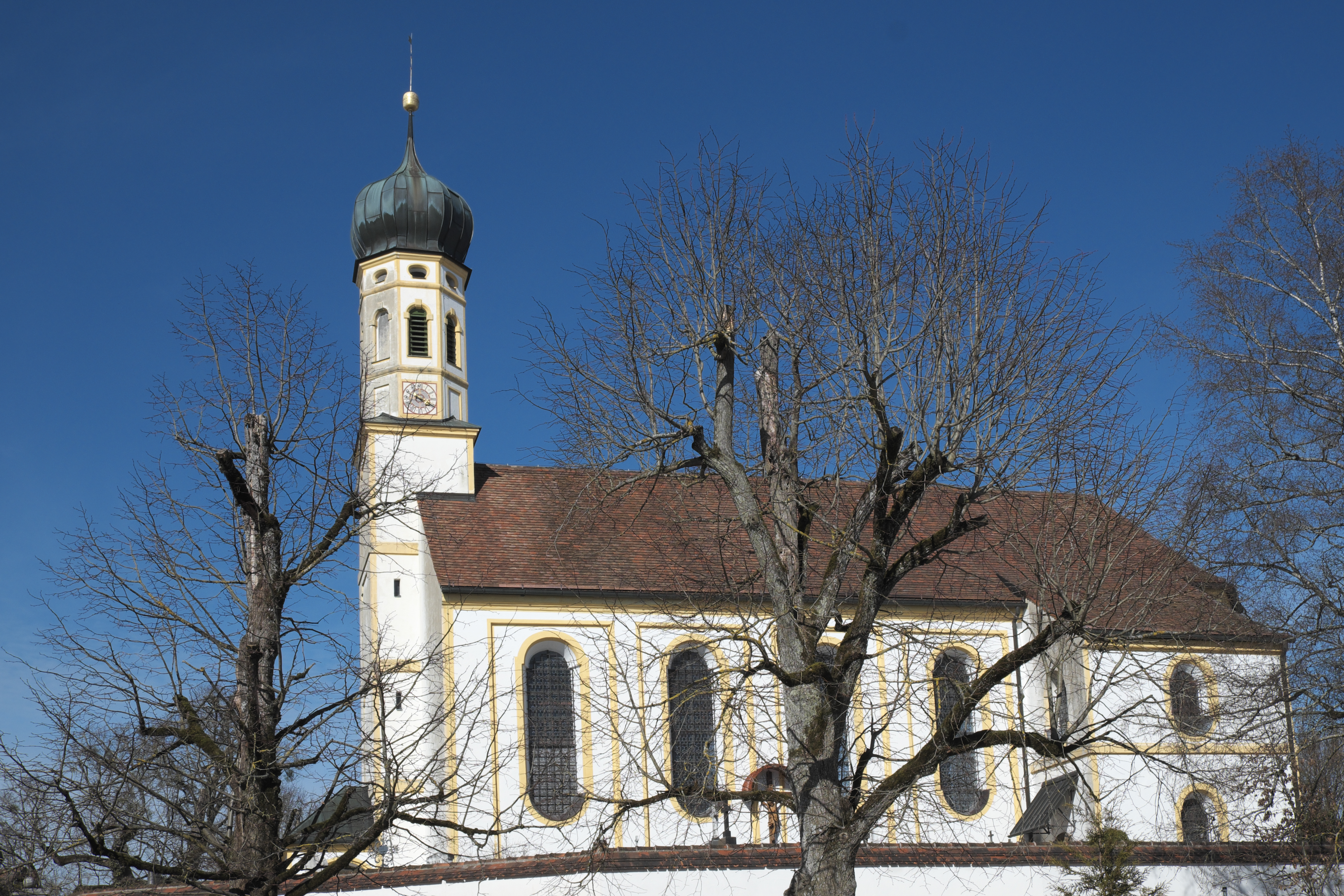
St. Margaretha in Berg

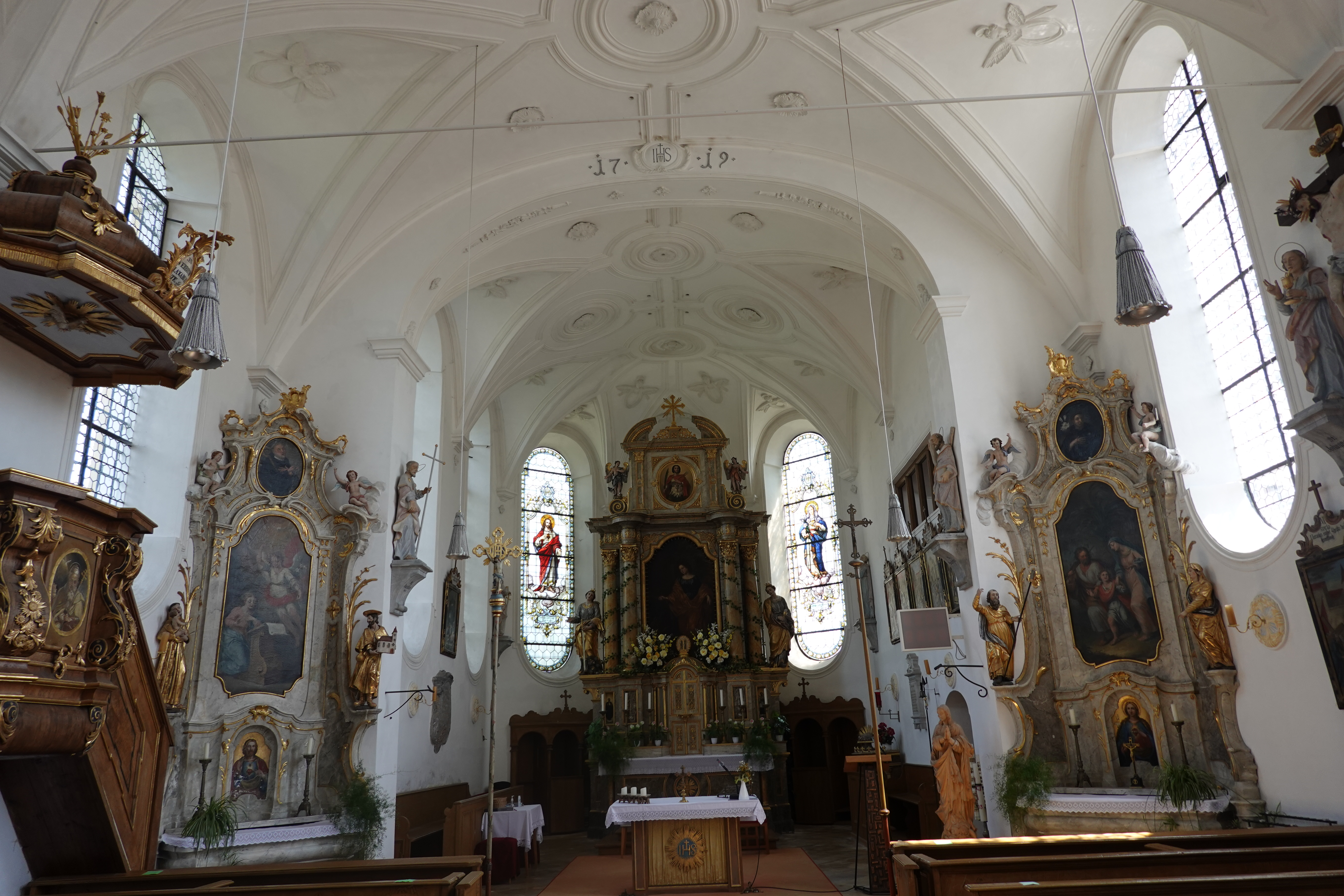
Innenraum

Die römisch-katholische Filialkirche St. Margaretha steht in Berg, einem Gemeindeteil von Eurasburg im oberbayerischen Landkreis Bad Tölz-Wolfratshausen. Das Bauwerk ist als Baudenkmal unter der Nr. D-1-73-123-18 eingetragen. Die Kirche gehört zum Erzbistum München und Freising.

## Beschreibung
Die mittelalterliche Saalkirche wurde 1659 vergrößert. Das Langhaus wurde verlängert und der eingezogene, dreiseitig geschlossene Chor mit der Sakristei und dem darüber liegenden Oratorium an der Südwand im Osten erneuert. Die Kirche wurde 1718/19 umgestaltet. Der Kirchturm auf quadratischem Grundriss ist in die Fassade im Westen des Langhauses halb eingestellt. Er wurde mit einem achteckigen Geschoss aufgestockt, das die Turmuhr und den Glockenstuhl mit drei Kirchenglocken beherbergt, und mit einer Zwiebelhaube bedeckt. 
Der Innenraum des Langhauses ist mit einem Stichkappengewölbe auf Pilastern überspannt, im Chor ruht das Stichkappengewölbe auf Konsolen. Der Hochaltar wurde 1881 errichtet. Er wird von den Skulpturen der Katharina von Alexandrien und der Barbara von Nikomedien flankiert. Beim Altarretabel wurde ein Gemälde der Margareta von Antiochia von 1680 beibehalten, das Joachim von Sandrart zugeschrieben wird. Die Altarretabel der Seitenaltäre aus Stuckmarmor stammen von Johann Baptist Baader.